# Zavodovskijbreen
Der Zavodovskijbreen (norwegisch) ist ein 9 km langer Gletscher im Südwesten der westantarktischen Peter-I.-Insel.
Wissenschaftler des Norwegischen Polarinstituts benannten ihn 1982 in orthographisch falscher Schreibweise nach Iwan Iwanowitsch Sawadowski (1780–1837), stellvertretender Kommandant an Bord der Wostok bei der ersten russischen Antarktisexpedition (1819–1821) unter der Leitung von Fabian Gottlieb von Bellingshausen, dem Entdecker der Peter-I.-Insel.
Die Mündung des Gletschers bildet die Südwestecke der Insel. Sie grenzt die Wostok-Küste im Osten von der Lazarew-Küste im Norden ab.